# إيفون سرسق
إيفون سرسق، المعروفة بالسيدة سرسق كوكرن وهو لقب ملكي موروث، هي محسنة، وشخصية عامة لبنانية بارزة، ومدافعة عن الفنون والتراث والمواطنية.

## حياتها
ولدت الابنة الوحيدة لألفرد بك سرسق، الأرستقراطي اللبناني ودونا ماريا تيريزا سيرا دي كاسانو، ابنة فرانشيسكو سيرا، دوق كاسانو السابع. تزوجت السير ديزموند كوكرن في عام 1946. وتوفيت في 31 آب/أغسطس عام 2020.

## أعمالها
كانت إيفون سرسق المديرة العامة ورئيسة لجنة متحف نقولا سرسق في بيروت من عام 1960 حتى 1966. أسست جمعية حماية المواقع الطبيعية والمباني القديمة في لبنان وتولت رئاستها من عام 1960 وحتى 2002.
وتركزت أواخر أعمالها على المشاريع التي تمنع الهجرة اللبنانية وتأصيل اللبنانيين في قراهم عن طريق خلق وظائف لهم في مجالات الزراعة والمنسوجات والصناعات اليدوية. وكانت من دعاة حماية البيئة في لبنان فضلا عن التراث الثقافي المعماري اللبناني الفريد.
امتلكت قصر سرسق بالإضافة إلى رقعة واسعة من الأبنية على طول شارع سرسق، وصولا إلى شارع غورو الفخم.